# علي بن أبي بكر الماذرائي
علي بن أبي بكر الماذرائي (توفي عام 897) كان عضوًا في عائلة الماذرائي من البيروقراطيين الماليين، وكان يشغل منصب مدير المالية والوزير في عهد الطولونيين في مصر.
وكما يظهر من نسبته، فإن العائلة تنحدر من قرية ماذراء بالقرب من واسط في جنوب العراق. كان علي ابن مؤسس ثروات العائلة، أبو بكر أحمد بن إبراهيم الماذرائي. تلقى علي وأبناؤه تعليمهم في تقاليد البيروقراطية العباسية في سامراء، ثم انتقلوا إلى مصر، حيث عينه أحمد بن طولون، الحاكم المستقل لمصر والشام لاحقًا في عام 879 مديرًا للمالية (عاملًا). وظل أحمد في منصبه حتى وفاته عام 884، وعين عليًا وشقيقه الحسين ممثلين له في مصر وسوريا على التوالي. خلف علي والده في عام 884، فشغل منصب وزير الحاكم الطولوني الجديد، خمارويه بن أحمد بن طولون، طوال فترة حكم الأخير (884-896). واستمر في منصبه تحت قيادة خليفة خمارويه القاصر، جيش بن خمارويه، وقُتل في نفس اليوم الذي قُتل فيه عام 897 م.
واستمر أبناء علي، أبو الطيب أحمد (توفي عام 915)، وأبو بكر محمد ، في شغل مناصب رفيعة، فأحمد أصبج العامل (المدير المالي)، ومحمد وزيرًا (رئيس الوزراء) للحاكم الطولوني الجديد هارون بن خمارويه. كان محمد أطول ممثل خدمة وأهم ممثل للعائلة، حيث نجا من استعادة العباسيين لممتلكات الطولونيين واستمر في خدمة السلالة الإخشيدية بعد عام 939 م.